# جونكو هيرماتسو
جونكو هيرماتسو (باليابانية: 平松純子) هي متزلجة فنية يابانية، ولدت في 1 نوفمبر 1942، في هيوغو في اليابان.

## وصلات خارجية
- جونكو هيرماتسو على موقع اللجنة الأولمبية الدولية (الإنجليزية)
- جونكو هيرماتسو على موقع أوليمبيديا (الإنجليزية)